# (249) Ilse
(249) Ilse est un astéroïde de la ceinture principale.

## Description
(249) Ilse est un astéroïde de la ceinture principale découvert à Hilton par C. H. F. Peters le 16 août 1885.

## Nom
L'astéroïde est probablement nommé en référence à la légendaire Princesse Ilse (en), du Harz, en Allemagne. Ilse est également le nom d'une petite rivière qui s'écoule dans le Harz.